# 부여군 (1963년 선거구)
부여군은 대한민국의 옛 국회의원 선거구이다. 당시 충청남도 부여군 지역을 관할했다.

## 역사
제6대 국회의원 선거를 앞두고 부여군 갑, 부여군 을 선거구가 통합되면서 신설되었다.
제9대 국회의원 선거를 앞두고 서천군·보령군 선거구와 통합되어 부여군·서천군·보령군 선거구를 이루게 됨에 따라 폐지되었다.

## 역대 국회의원
| 선거   | 정당 | 정당       | 의원   |
| ------ | ---- | ---------- | ------ |
| 1963년 |      | 민주공화당 | 김종필 |
| 1967년 |      | 민주공화당 | 김종필 |
| 1968년 |      | 민주공화당 | 김종익 |
| 1971년 |      | 민주공화당 | 김종익 |

## 역대 선거 결과

### 대한민국 제6대 국회의원 선거
|  | 68.15% |

|  | 11.15% |

|  | 6.87% |

|  | 5.74% |

|  | 3.38% |

|  | 3.00% |

|  | 1.69% |

### 대한민국 제7대 국회의원 선거
|  | 91.06% |

|  | 5.39% |

|  | 1.63% |

|  | 1.26% |

|  | 0.63% |

|  | 0% |

### 1968년 대한민국 재보궐선거
김종필 의원의 사임으로 인해 치러진 1968년 대한민국 재보궐선거에서 민주공화당 김종익 후보가 당선되었다.

### 대한민국 제8대 국회의원 선거
|  | 66.84% |

|  | 30.90% |

|  | 1.50% |

|  | 0.74% |